# Synchiropus rosulentus
Synchiropus rosulentus là một loài cá biển thuộc chi Cá đàn lia gai trong họ Cá đàn lia. Loài này được mô tả lần đầu tiên vào năm 1999.

## Phân bố và môi trường sống
S. rosulentus có phạm vi phân bố ở Bắc Thái Bình Dương. Đây là một loài đặc hữu của quần đảo Hawaii và đảo Johnston. S. rosulentus sống xung quanh các rạn san hô và đá ngầm trên đáy cát, được tìm thấy ở độ sâu khoảng từ 5 đến 24 m.

## Mô tả
Chiều dài tối đa được ghi nhận ở S. rosulentus là khoảng 2,2 cm. Chúng là loài dị hình giới tính. Cá đực có 5 đốm màu nâu dọc lưng và một hàng gồm 7 đốm màu hồng cam dọc theo chiều dài cơ thể, ngay giữa thân. Có hai đốm đen nhỏ phía trên gốc vây bụng. Có các đường sọc màu xanh lam (màu nâu khi được ngâm trong rượu) ở trên đầu, bên dưới mắt, trải rộng đến nắp mang và gốc vây ngực, xen kẽ với các dải màu vàng. Vây lưng đầu tiên có vệt dài màu vàng sẫm đến màu hồng cam. Cá mái tương tự cá đực nhưng thiếu hai đốm đen nhỏ ở vây bụng và dải màu xanh vàng ở dưới đầu.
Số gai ở vây lưng: 4; Số tia vây mềm ở vây lưng: 9; Số gai ở vây hậu môn: 0; Số tia vây mềm ở vây hậu môn: 8; Số tia vây mềm ở vây ngực: 17 - 19; Số gai ở vây bụng: 1; Số tia vây mềm ở vây bụng: 5.